# Lowell Observatory Near-Earth-Object Search
Lowell Observatory Near-Earth-Object Search (dobesedno Iskanje blizuzemeljskih teles Lowllovega observatorija; kratica LONEOS) je projekt, ki teče pod pokriljem Nase in Observatorija Lowell; projekt je stekel leta 1993 za potrebe odkrivanja blizuzemeljskih teles. Glavni raziskovalec je Ted Bowell.  